# V399 Андромеды
V399 Андромеды (лат. V399 Andromedae), HD 223835 — тройная звезда в созвездии Андромеды на расстоянии приблизительно 1356 световых лет (около 416 парсеков) от Солнца.

## Характеристики
Первый компонент (CCDM J23530+4120A) — красный гигант, пульсирующая медленная неправильная переменная звезда (LB) спектрального класса M2III, или M1, или M4, или Ma. Видимая звёздная величина звезды — от +7,05m до +6,95m. Масса — около 1,765 солнечной, радиус — около 98,766 солнечных, светимость — около 897,368 солнечных. Эффективная температура — около 3887 K.
Второй компонент — красный карлик спектрального класса M. Масса — около 404,77 юпитерианских (0,3864 солнечной). Удалён на 1,807 а.е..
Третий компонент (BD+40 5169) — белая звезда спектрального класса A2. Видимая звёздная величина звезды — +9,459m. Эффективная температура — около 7842 K. Удалён на 51,2 угловых секунды.